# Prionolopha serrata
Prionolopha serrata är en insektsart som först beskrevs av Carl von Linné 1758.  Prionolopha serrata ingår i släktet Prionolopha och familjen Romaleidae. Inga underarter finns listade i Catalogue of Life.